# Une bringue d'enfer
Pour les articles homonymes, voir Fandango (homonymie).
Pour plus de détails, voir Fiche technique et Distribution.
Une bringue d'enfer (Fandango) est un film américain réalisé par Kevin Reynolds, sorti en 1985.
Le film marque les débuts comme réalisateur de Kevin Reynolds et sa première collaboration avec Kevin Costner. Le film est produit par Amblin Entertainment. Déçu du résultat final, le producteur Steven Spielberg fait retirer son nom du générique. Le film n'est pas un succès commercial aux Etats-Unis. En France, il n'est sorti que dans des petits cinémas spécialisés parisiens (2 films à la même séance) tels que l'UGC Opéra[réf. nécessaire]. Une bringue d'enfer est malgré tout devenu un film culte,.

## Synopsis
En 1971, cinq étudiants de l'Université du Texas à Austin partent fêter leur diplôme de fin d'année, une virée pour retrouver un vieux secret enfoui dans le désert. Alors que certains doivent partir faire la guerre du Viêt Nam, l'avenir est incertain et ils tiennent ainsi à profiter une dernière fois des "privilèges de la jeunesse".

## Fiche technique
Sauf indication contraire, les informations mentionnées dans cette section peuvent être confirmées par la base de données cinématographiques IMDb,  présente dans la section « Liens externes ».
- Titre français : Une bringue d'enfer
- Titre original : Fandango
- Réalisation : Kevin Reynolds
- Scénario : Kevin Reynolds
- Costumes : Michele Neely
- Musique : Alan Silvestri
- Photographie : Thomas Del Ruth (en)
- Montage : Arthur Schmidt et Stephen Semel (en)
- Directeur artistique : Thomas Del Ruth (en)
- Production : Tim Zinnemann (en)

Producteurs délégués : Kathleen Kennedy, Frank Marshall, avec la participation non créditée de Steven Spielberg
Producteurs associés : Pat Kehoe et Barrie M. Osborne
- Société de production : Warner Bros. et Amblin Entertainment
- Distribution : Warner Bros.
- Format : 1,85:1
- Langue originale : anglais
- Pays d'origine : États-Unis
- Genre : comédie dramatique
- Durée : 91 minutes
- Dates de sortie :
  - États-Unis : 25 janvier 1985
  - France : 3 août 1988

## Distribution
- Kevin Costner (VF : Hervé Bellon) : Gardner Barnes
- Judd Nelson : Phil Hicks
- Sam Robards : Kenneth Waggener
- Chuck Bush (VF : Gérard Boucaron) : Dorman
- Brian Cesak : Lester Griffin
- Marvin J. McIntyre : Truman Sparks
- Glenne Headly : Trelis
- Elizabeth Daily : Judy
- Robyn Rose : Rose
- Pepe Serna : le mécanicien de la station service
- Suzy Amis : Debbie

## Production

### Genèse et développement
Ce film est l'adaptation en long métrage de Proof, un court métrage que Kevin Reynolds avait lui-même réalisé en 1980 lors de ses études à l'Université de Californie du Sud. Le film n'était alors constitué que de ce qui représente ici la longue séquence de saut en parachute. Steven Spielberg avait remarqué ce court et a proposé à Reynolds de financer son adaptation en long métrage via sa société Amblin Entertainment,. En se lançant dans ce projet, Kevin Reynolds abandonne l'idée de mettre en scène L'Aube rouge[réf. souhaitée], qu'il a écrit et qui sera finalement repris par John Milius.
Marvin J. McIntyre reprend son rôle de Truman Sparks qu'il tenait dans le court métrage. Kevin Costner obtient le premier rôle de Gardner Barnes. Ironiquement, il avait auditionné pour le court métrage original, Proof, et avait échoué. Ce film marque la première collaboration entre l'acteur et Kevin Reynold avant Robin des Bois, prince des voleurs (1991), Waterworld (1995) et la mini-série Hatfields and McCoys (2012).

### Tournage
Le tournage a lieu au Texas : Marfa, Lajitas, San Elizario, Alpine, Austin, Fort Davis, Monahans, Pecos, El Paso ainsi que dans le parc national de Big Bend. Quelques scènes sont également tournées à Tulsa dans l'Oklahoma.

## Bande originale
La bande originale est signée Alan Silvestri, notamment connu pour avoir composé les bandes originales de Retour vers le futur et de Forrest Gump. La bande originale de Une bringue d'enfer est sa partition préférée.
Le film ayant eu très peu de succès au cinéma, la musique du film n'est pas vendu sur disque ou sur CD mais, en 2013, le film ayant acquis (aux États-Unis) un certain statut culte, sous label Intrada Records (en) (spécialisé dans les publications de bandes originales complètes) paraît une compilation des musiques composées par Silvestri pour le film, sans les chansons d'autres artistes.
Liste des titres
1. Road Trip (1:41)
2. Desert Trek (1:01)
3. The Train (2:52)
4. Grave Stone (1:31)
5. Desert Dream (1:51)
6. Fatal Fall (0:27)
7. Plane Take-Off (6:12)
8. Plane Ride (2:23)
9. Desert Walk (5:00)
10. Fandango (Piano Solo) (1:56)
11. Wedding (3:51)
12. Dance (2:22)
13. Goodbye Friend (2:17)

Morceaux alternatifs ou non retenus
1. Spanish Guitar (Duet) (2:01)
2. Wild Percussion (0:26)
3. Desert Walk [Alternate] (5:01)

Par ailleurs, le film contient de nombreuses chansons et morceaux non inclus sur le CD :
- Badge - écrite par Eric Clapton et George Harrison - interprétée par Cream
- Saturday Night's Alright (For Fighting) - écrite par Elton John (non crédité au générique) and Bernie Taupin (non crédité au générique) - interprétée par Elton John
- El brazo mocho - interprétée par Ruben Vela y Su Conjunto
- It's too Late - écrite par Carole King (non crédité au générique) et Tony Stern (non crédité au générique) - interprétée par Carole King
- Spooky - écrite par Buddy Buie (non crédité au générique), James Cobb (non crédité au générique), Harry Middlebrooks (non crédité au générique) et Mike Shapiro (non crédité au générique) - interprétée par Classics IV
- Spheres (7th Movement) - écrite par Keith Jarrett (non crédité au générique) - interprétée par Keith Jarrett
- Ay te dejo en San Antonio - écrite par Santiago Jiménez (non crédité au générique) - interprétée par Los Lobos
- Symphonie nº 8 (troisième mouvement) - composée par Dmitri Chostakovitch
- Born to Be Wild - écrite par Mars Bonfire (non crédité au générique) - interprétée par Steppenwolf
- Taking Off - écrite par Bob Dunn (non crédité au générique) - interprétée par Milton Brown (en) and the Brownies
- September 15th - écrite par Pat Metheny (non crédité au générique) et Lyle Mays - interprétée par Pat Metheny, Lyle Mays & Naná Vasconcelos
- It's For You - écrite par Pat Metheny (non crédité au générique) et Lyle Mays - interprétée par Pat Metheny, Lyle Mays & Naná Vasconcelos
- Farmer's Trust - écrite par  (non crédité au générique) - interprétée par Pat Metheny Group
- Can't Find My Way Home - écrite par Steve Winwood (non crédité au générique) - interprétée par Blind Faith

## Accueil
Le film reçoit des critiques partagées. Sur l'agrégateur américain Rotten Tomatoes, il récolte 50% d'opinions favorables pour 6 critiques et une note moyenne de 6,33⁄10.
Leonard Maltin décrit le film « frais et sympathique, bien qu'inégal ». Dans le magazine Empire, le réalisateur-scénariste Quentin Tarantino déclare « C'est l'un des meilleurs premiers films dans l'histoire du cinéma. J'ai vu Fandango cinq fois au cinéma et il n'a été joué qu'une seule putain de semaine ».
Même si le producteur Steven Spielberg retire son nom du générique, sa société Amblin Entertainment est toujours créditée. Le film ne connait par de sortie à grande échelle et ne récolte que près de 92 000 $ aux États-Unis. En France, il n'attire que 27 513 spectateurs en salles. Cependant, grâce aux diffusions à la télévision et les sorties en vidéo, le film acquiert une forte popularité et une fanbase. Ainsi, en juillet 2010, des fans ont célébré les 25 ans du film sur les lieux de tournage.